# Подшивалов, Владимир Иванович
Владимир Иванович Подшивалов (1 ноября 1930 — 26 февраля 2012, город Киев) — советский деятель, 1-й секретарь Харьковского городского комитета КПУ. Кандидат в члены ЦК КПУ в 1976—1981 г. Член ЦК КПУ в 1981—1986 г. Депутат Верховного Совета УССР 10-го созыва.

## Биография
Трудовую деятельность начал в 1944 году токарем.
Образование высшее. В 1959 году окончил Харьковский политехнический институт.
Член КПСС с 1959 года.
Работал инженером-конструктором на Харьковском тракторном заводе. С 1961 г. — на партийной работе.
В 1970—1976 гг. — 1-й секретарь Орджоникидзевского районного комитета КПУ города Харькова.
В 1976—1983 гг. — 1-й секретарь Харьковского городского комитета КПУ Харьковской области.
В 1984—1986 гг. — директор Харьковского велосипедного завода. С 1986 года — директор Киевского мотоциклетного завода.
Потом — на пенсии в городе Киеве, где и умер. Похоронен в Харькове.

## Награды
- орден Ленина
- два ордена Трудового Красного Знамени
- медали
- Почётная грамота Президиума Верховного Совета УССР
- почетный гражданин города Харькова (23.06.2010)